# Saropogon nigronasutum
Saropogon nigronasutum är en tvåvingeart som beskrevs av Jacques-Marie-Frangile Bigot 1878. Saropogon nigronasutum ingår i släktet Saropogon och familjen rovflugor. Inga underarter finns listade i Catalogue of Life.